# فالديمار تشياريلي
فالديمار تشياريلي هو لاعب كرة قدم برازيلي في مركز حراسة المرمى، ولد في 4 مارس 1936 في ساو باولو في البرازيل. لعب مع نادي ساو باولو.

## وصلات خارجية
- فالديمار تشياريلي على موقع قاعدة بيانات كرة القدم.إي يو (الإنجليزية)
- فالديمار تشياريلي على موقع ناشيونال فوتبول تيمز (الإنجليزية)